# FK Drina Zvornik
FK Drina (ФК Дрина) este un club de fotbal din Zvornik, Bosnia și Herțegovina. 
Echipa susține meciurile de acasă pe Gradski stadion cu o capacitate de 3.000 de locuri.